# リキニウス・セクスティウス法
リキニウス・セクスティウス法（リキニウス・セクスティウスほう、ラテン語: leges Liciniae Sextiae）は、古代ローマで紀元前367年に護民官ガイウス・リキニウス・ストロ、ルキウス・セクスティウス・セクスティヌス・ラテラヌスによって提案、制定された法。名称は二人の提案者の名前から。リキニウス法とも表記される。
共和政ローマ前半のパトリキ（貴族）とプレブス（平民）間の身分闘争において、重要な画期となった。

## 内容
ティトゥス・リウィウスによれば、内容は以下の通りである。
- トリブヌス・ミリトゥム・コンスラリ・ポテスタテを廃止しコンスル（執政官）を復活させる。コンスルのうち一人はプレブスから選出されなければならない。
- 何人も500ユゲラ以上の土地を保持してはならない。
- 債務者がすでに払った利息は元本から差し引かれる。そして残額を三年間の均等分割払いで支払う。

## 意義
この法により債務問題に関してプレブスの救済が図られただけでなく、公有地占有の制限により、富裕層による事実上の大土地所有が抑制された。この公有地の占有面積の制限はのちのグラックス兄弟の改革時に再び持ち出されることになった。
また、これら以上にローマの身分闘争の歴史において重要であったのが、コンスルのうち1人をプレブスから選出するようにしたことであった。ローマの最高の政務官職は2名のコンスルであったが、その就任は長くパトリキのみに限られプレブスは排除されていた。紀元前367年当時はプレブスも就任可能なトリブヌス・ミリトゥム・コンスラリ・ポテスタテ（執政官権限の軍事担当官）がコンスルに代わって最高の政務官職としておかれていたが、この職にはインペリウムは与えられておらず、また定数も3名ないし4名から6名と多かった。リキニウス・セクスティウス法はコンスル制を復活させ、インペリウム保持者への道をプレブスにも開いた。